# Тюйдук
Тюйдук (Туйдук) (туркм. tüýdük) — традиционный туркменский духовой инструмент в виде продольной открытой флейты, имеющий при этом несколько разновидностей. Исторически связан с исполнением дастанных народных пьес.

## История
Легенды о возникновении народных инструментов туркмен широко представлено в народном фольклоре. Зачастую традиция наполнена эллинистическим содержанием: так, возникновение другого народного инструмента туркмен — дутара — приписывается Платону, а происхождение тюйдука связывается с Зу-ль Карнайном.
Прообразы тюйдука широко представлены в древней археологии среднеазиатского региона. Игра на этом музыкальном инструменте в основном связана с богатыми музыкальными традициями этого региона, связанного с тюркско-огузской и арабо-персидской музыкальной традициями.

## Виды тюйдука
- Гаргы-Тюйдук — на верхний конец ствола (дл. 75-80 мм, диаметр 18-20 мм) надевается мундштук — металлический цилиндр (дл. 50 мм); в стволе 6 игровых отверстий — 5 на лицевой стороне, 1 на тыльной. Звук своеобразного «матового» тембра (несильный), обусловленного особенностями звукоизвлечения.[2]

- Дилли-Тюйдук — язычковый инструмент[3].. Ствол (дл. 160 мм, диаметр 6-8 мм) б. ч. открыт с обоих концов (встречаются и с закрытым верхним концом). Имеет 5 игровых отверстий: 4 на лицевой, 1 — на тыльной стороне. П-образный язычок надрезается на расстоянии 5-10 мм от верхнего края ствола. Звук резкий, несколько гнусавый

- Гоша-дилли-Тюйдук — парная разновидность дилли-Тюйдука. Состоит из 2 одинаковых по величине, строю и акустическими свойствам камышовых трубочек с надрезными язычками; из-за небольшого различия в их настройке возникают своеобразные биения. Звук нежнее, чем у других видов тюйдука.